# Kita (Tòquio)

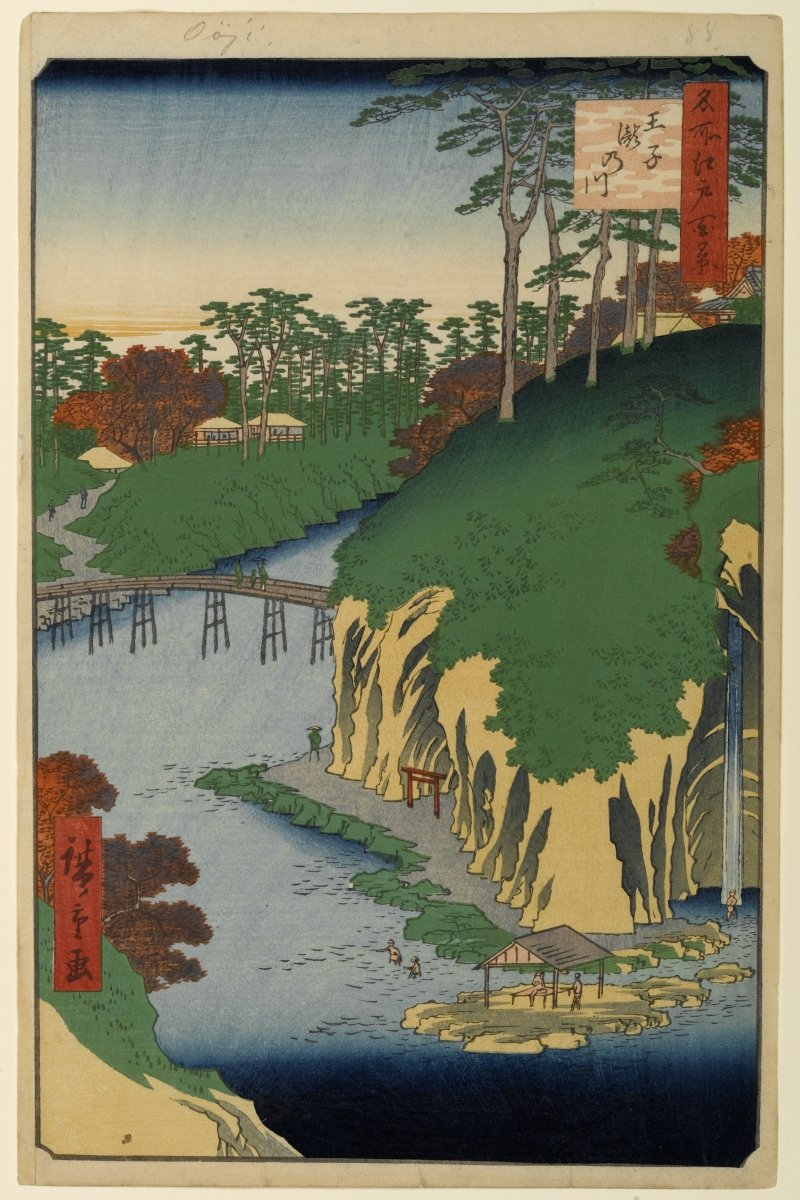
Ōji a les Cent famoses vistes d'Edo

Kita (北区, Kita-ku) és un municipi i districte especial de Tòquio, a la regió de Kantō, Japó. El nom del districte, "Kita", es pot traduir al català per "nord", fent referència a la seua situació geogràfica dins de Tòquio. Degut a la seua condició de municipi, Kita també és coneguda en anglés i oficialment pel govern local com a "ciutat de Kita" (city of Kita).

## Geografia
El nom del districte, "Kita", que significa "nord", reflecteix la situació geogràfica del districte a Tòquio. El terme de Kita limita amb els de Kawaguchi i Toda (a la prefectura de Saitama) al nord; amb Adachi i Arakawa a l'est; amb Bunkyō i Toshima al sud i amb Itabashi a l'oest. Pel districte de Kita flueixen quatre rius: el riu Ara, el riu Sumida, el riu Shakujii i el riu Shingashi.

### Barris
Els barris de Kita són els següents:
- Akabane (赤羽)
- Akabane-dai (赤羽台)
- Akabane-nishi (赤羽西)
- Akabane-minami (赤羽南)
- Akabane-kita (赤羽北)
- Iwabuchi-machi (岩淵町)
- Ukima (浮間)
- Ōji (王子)
- Ōji-honchō (王子本町)
- Kami-Jūjō (上十条)
- Kami-Nakazato (上中里)
- Kamiya (神谷)
- Kishimachi (岸町)
- Kirigaoka (桐ケ丘)
- Sakae-chō (栄町)
- Shimo (志茂)
- Jūjō-dai (十条台)
- Jūjō-Nakahara (十条仲原)
- Shōwa-machi (昭和町)
- Takinogawa (滝野川)
- Tabata (田端)
- Tabata-shinmachi (田端新町)
- Toshima (豊島)
- Nakazato (中里)
- Naka-Jūjō (中十条)
- Nishigaoka (西が丘)
- Nishigahara (西ケ原)
- Higashi-Jūjō (東十条)
- Higashi-Tabata (東田端)
- Horifune (堀船)

## Història
Abans de l'era Meiji, la zona on actualment es troba Kita formava part del ja desaparegut districte de Kita-Toshima, a l'antiga província de Musashi. Després de la restauració Meiji i la nova llei de municipis de 1889 es crearen les viles de Takinogawa, Ōji i Iwabuchi, tots tres a Kita-Toshima, a la recentment creada prefectura de Tòquio, avui coneguda com a Tòquio.
Ja a l'any 1932, l'1 d'octubre, el districte de Kita-Toshima, amb els seus municipis, fou absorbit per l'ara desapareguda ciutat de Tòquio, esdevenint llavors dos districtes urbans de la ciutat els municipis abans esmentats: Takinogawa (de la vila homònima) i Ōji (de la fusió de les viles homònima i Iwabuchi). L'any 1943 la ciutat i la prefectura de Tòquio es fussionen en una sola entitat política, l'actual Tòquio, romanent els dos districtes urbans de Takinogawa i Ōji inalterats, passant a estar ara sota control del nou govern metropolità.
El 15 de març de 1947, ja aprovada la llei d'autonomia local, nàix l'actual districte especial de Kita de la fusió dels antics districtes de Takinogawa i Ōji. A partir de l'any 2001, el districte especial de Kita, com la resta dels de Tòquio, va passar a tindre plena consideració i autoritat de municipi.

## Política

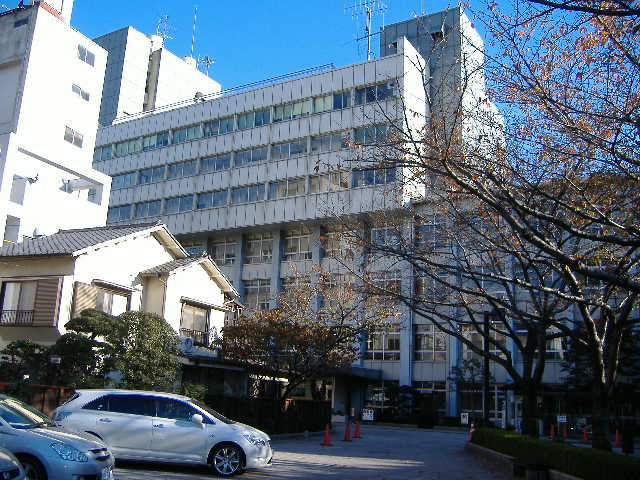
Ajuntament de Kita

### Alcaldes
| Període   | Alcalde             |
| --------- | ------------------- |
| 1947-1951 | Yasuzō Taguchi      |
| 1951-1958 | Sōichi Takagi       |
| 1958-1983 | Masachiyo Kobayashi |
| 1983-2003 | Masao Kitamoto      |
| 2003-     | Yosōta Hanakawa     |

### Assemblea
| Assemblea de Kita (2019-2023) | Assemblea de Kita (2019-2023)    | Assemblea de Kita (2019-2023) | Assemblea de Kita (2019-2023) |
| P: Hideaki Natori (PLD)       | P: Hideaki Natori (PLD)          | V: Kazunobu Odagiri (KMT)     | V: Kazunobu Odagiri (KMT)     |
| Grups polítics                | Grups polítics                   | Grups polítics                | Regidors                      |
| ----------------------------- | -------------------------------- | ----------------------------- | ----------------------------- |
|                               | Partit Liberal Democràtic        | PLD                           | 10 / 40                       |
|                               | Kōmeitō                          | KMT                           | 10 / 40                       |
|                               | Partit Comunista del Japó        | PCJ                           | 9 / 40                        |
|                               | Partit Democràtic Constitucional | PDC                           | 5 / 40                        |
|                               | Nou Partit Socialista            | NPS                           | 1 / 40                        |
|                               | Els Toquiòtes Primer             | ET1                           | 1 / 40                        |
|                               | Nippon Ishin no Kai              | NIK                           | 1 / 40                        |
|                               | Partit Democràtic Popular        | PDP                           | 1 / 40                        |
|                               | Independents                     | Ind                           | 1 / 40                        |

## Demografia
| 1920    | 1930    | 1940    | 1950    | 1960    | 1970    | 1980    |
| ------- | ------- | ------- | ------- | ------- | ------- | ------- |
| 95.140  | 227.419 | 351.009 | 267.386 | 418.603 | 431.219 | 387.458 |
| 1990    | 2000    | 2010    | 2020    | 2030    | 2040    | 2050    |
| 354.647 | 326.764 | 335.623 | 353.058 | -       | -       | -       |

## Transport

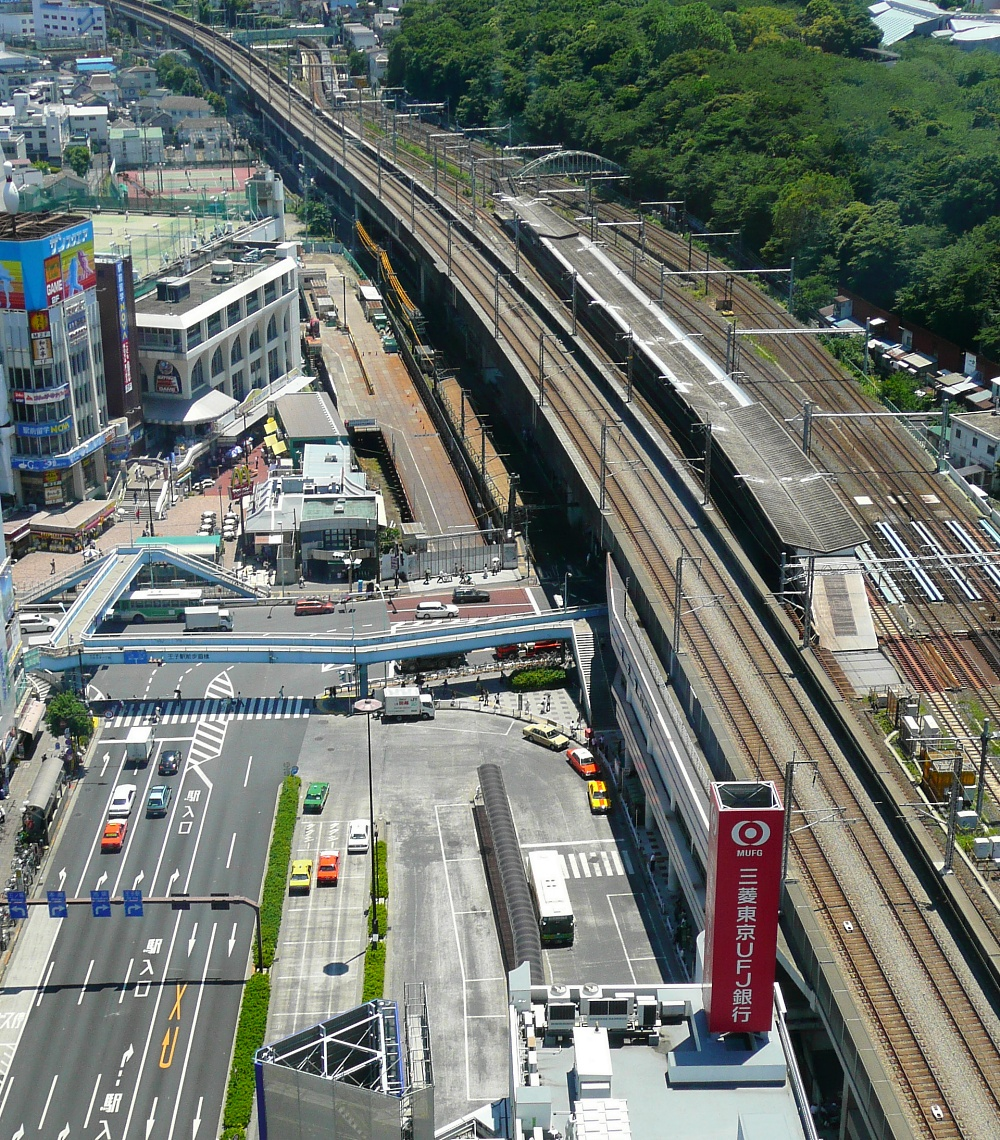
Visió aèria des del Hokutopia de l'estació d'Ôji

### Ferrocarril
- Companyia de Ferrocarrils del Japó Oriental (JR East)
  - Oku - Akabane - Itabashi - Jūjō - Kita-Akabane - Ukima-Funado - Tabata - Kami-Nakazato - Ōji - Higashi-Jūjō - Komagome
- Tramvia Metropolità de Tòquio (Toden)
  - Nishigagara-4 chōme - Takinogawa-1 chōme - Asukayama - Ōji - Sakae-chō - Kajiwara
- Metro de Tòquio
  - Nishigahara - Ōji - Ōji-Kamiya - Shimo - Akabane-Iwabuchi
- Ferrocarril Ràpid de Saitama (SR)
  - Akabane-Iwabuchi

### Carretera
- Autopista Metropolitana (Shuto)
- N-17
- TK-311 - TK-318 - TK-445 - TK-455

## Agermanaments
- Sakata, prefectura de Yamagata, Japó. (19 d'abril de 1997)
- Kanra, prefectura de Gunma, Japó. (19 d'abril de 1997)
- Nakanojō, prefectura de Gunma, Japó. 19 d'abril de 1997)
- Xicheng, Pequín, RPX. (9 de novembre de 2011)